# Jokioinen
Jokioinen (szw. Jockis) – gmina w Finlandii, położona w południowo-zachodniej części kraju, należąca do regionu Kanta-Häme.
Z Jokioinen kursowała poprzednio kolej wąskotorowa, a od 1978 roku mieści się tam przystanek końcowy wąskotorowej kolei muzealnej o trasie długości 14 km do Humppila. 